# 孔廣鍾
孔廣鍾（?—?），江蘇省蘇州府元和縣人，祖籍山東曲阜，孔子第七十代孫，清朝政治人物、同進士出身。
光緒九年（1883年），参加癸未科殿試，登進士三甲115名。同年五月，著交吏部掣签分发各省，以知县即用。